# Zaíd Raád Zaíd Husajn
Princ Zaíd Raád Zaíd Husajn (* 26. ledna 1964) je jordánský diplomat. Mezi lety 2014 a 2018 působil jako vysoký komisař OSN pro lidská práva. Jako kariérní diplomat hrál významnou roli při vzniku Mezinárodního trestního soudu. V letech 1994 až 1996 sloužil rovněž jako politický důstojník mise UNPROFOR v bývalé Jugoslávii.
V letech 2000 až 2007 sloužil jako jordánský stálý zástupce při OSN, poté byl jmenován jordánským velvyslancem ve Spojených státech a Mexiku. V roce 2010 byl opětovně jmenován jordánským stálým zástupcem při OSN, tento úřad vykonával do roku 2014.
Je synem Raáda bin Zaída, jordánského komorníka, a jeho švédské manželky Margarethy Lindové, známé jako Majda Raad. Během své kariéry v OSN svůj titul nemůže používat, neboť to pravidla OSN zakazují. Nicméně je považován za následníka trůnu Iráckého království a může být považován za korunního prince.